# Politikåret 1879

## Händelser
- 14 juli -  Benedetto Cairoli efterträder Agostino Depretis som Italiens konseljpresident.[1]
- 14 augusti - Spanien erkänner Peru.[2]
- 8 oktober - John Hall efterträder George Grey som Nya Zeelands premiärminister.[3]

## Val och folkomröstningar
- 3 januari - Folketingsval i Danmark.

### Fotnoter
1. ↑  ”Italy” (på engelska). World Statesmen. http://www.worldstatesmen.org/Italy.htm. Läst 31 juli 2015.
2. ↑  ”Peru” (på engelska). World Statesmen. http://www.worldstatesmen.org/Peru.htm. Läst 29 juli 2015.
3. ↑  ”New Zealand” (på engelska). World Statesmen. http://www.worldstatesmen.org/New_Zealand.htm. Läst 1 augusti 2015.